# Шегрт, Петар
Петар Шегрт (в разных источниках упоминается как Сегрт или Зегр, хорв. Petar Šegrt; род. 8 мая 1966, Джюрджевац, Копривницко-Крижевацкая жупания) — немецкий и хорватский футболист и тренер.

## Карьера
Родился на территории Хорватии, но с детства проживал в ФРГ. В качестве футболиста выступал в любительских немецких клубах, в них же начал и свою тренерскую карьеру. В 1996 году молодого специалиста позвал к себе в «Бохум» Клаус Топпмёллер, с которым он ранее пересекался в «Вальдхофе». Затем входил в тренерские штабы «Дуйсбург» и «Вальдхофа», а затем — самостоятельно руководил австрийскими клубами. Долгое время успешно работал с молодыми игроками, за что получил прозвище «Архитектор».
В 2006 году, по приглашению Топпмёллера, переехал в Грузию, где возглавил молодёжную сборную страны. После ухода своего соотечественника в двух играх исполнял обязанности наставника главной национальной команды.
После ухода из Грузии несколько лет работал с клубами из Индонезии. Руководил сборной Афганистана в отборочном турнире к чемпионату мира 2018 года в России. В 2018 году возглавил сборную Мальдив и заявлял о её невероятном потенциале. Вместе с ней он побеждал в Кубке футбольной федерации Южной Азии. 27 января 2022 года специалист был назначен на пост главного тренера сборной Таджикистана. Вместе с ним национальная команда в начале 2024 года дебютировала в финальной части Кубка Азии в Катаре, в которой сенсационно сумела дойти до четвертьфинала. В феврале, после окончания турнира, Шегрт покинул свой пост после истечения контракта со сборной.

## Достижения
- Обладатель Кубка футбольной федерации Южной Азии: 2018
- Обладатель Кубка короля Таиланда: 2022
- Победитель Merdeka Tournament: 2023